# Liste der Kantonsschulen des Kantons Luzern
Die Liste der Kantonsschulen des Kantons Luzern zeigt die öffentlichen und privaten Kantonsschulen des Kantons Luzern.

## Legende
- Name der Kantonsschule:  Nennt den Namen der Kantonsschule sowie eventuelle Zusatzbezeichnungen.
- Schulkürzel: Nennt das Schulkürzel. (Das Gymnasium St. Klemens besitzt keins, da sie nicht staatlich geführt ist.)
- Trägerschaft:  Gibt an, ob die Kantonsschule staatlich oder von einem privaten Träger getragen wird.
- Eröffnung:  Nennt das Jahr, in dem die Kantonsschule am aktuellen Standort eröffnet wurde.
- Schüler:  Zeigt die gesamte Schüleranzahl an.
- Rektorat:  Nennt das jetzige Rektorat der Kantonsschule.
- Ortschaft:  Gibt die Ortschaft an, in welcher die Kantonsschule liegt.
- Bild:  Zeigt ein Bild der Kantonsschule an.

Hinweis: Die Liste ist  sortierbar: durch Anklicken eines Spaltenkopfes wird die Liste nach dieser Spalte sortiert, zweimalige Anklicken kehrt die Sortierung um. Durch das Anklicken zweier Spalten hintereinander lässt sich jede gewünschte Kombination erzielen.

## Kantonsschulen
| Name der Kantonsschule Abkürzung | Schulkürzel | Trägerschaft | Eröffnung | Schüler  | Rektorat       | Ortschaft               | Bild |
| -------------------------------- | ----------- | ------------ | --------- | -------- | -------------- | ----------------------- | ---- |
| Kantonsschule Alpenquai          | KSALP       | staatlich    | 1574      | ca. 1800 | Stefan Graber  | Luzern                  |      |
| Gymnasium St. Klemens            | -           | Privat       |           |          | Tanja Hager    | Ebikon                  |      |
| Kantonsschule Musegg             | KSMUS       | staatlich    | 1999      | ca. 500  | Rahel Stocker  | Luzern                  |      |
| Kantonsschule Reussbühl          | KSREU       | staatlich    | 1970      | ca. 700  | Annette Studer | Luzern                  |      |
| Kantonsschule Beromünster        | KSBER       | staatlich    | 1866      | 344      | Marco Stössel  | Beromünster             |      |
| Kantonsschule Schüpfheim         | KSSCH       | staatlich    | 1960      |          | Thomas Berset  | Schüpfheim              |      |
| Kantonsschule Seetal             | KKSEE       | staatlich    |           |          | Roger Rauber   | Baldegg LU, Hochdorf LU |      |
| Kantonsschule Willisau           | KSWIL       | staatlich    | 1865      | ca. 580  | Martin Bisig   | Willisau                |      |
| Kantonsschule Sursee             | KSSUR       | staatlich    | 1867      | 908      | Ulrich Salm    | Sursee                  |      |